# Cotoneaster affinis
Cotoneaster affinis är en rosväxtart som beskrevs av John Lindley. Cotoneaster affinis ingår i släktet oxbär, och familjen rosväxter. Utöver nominatformen finns också underarten C. a. obtusus.

## Bildgalleri

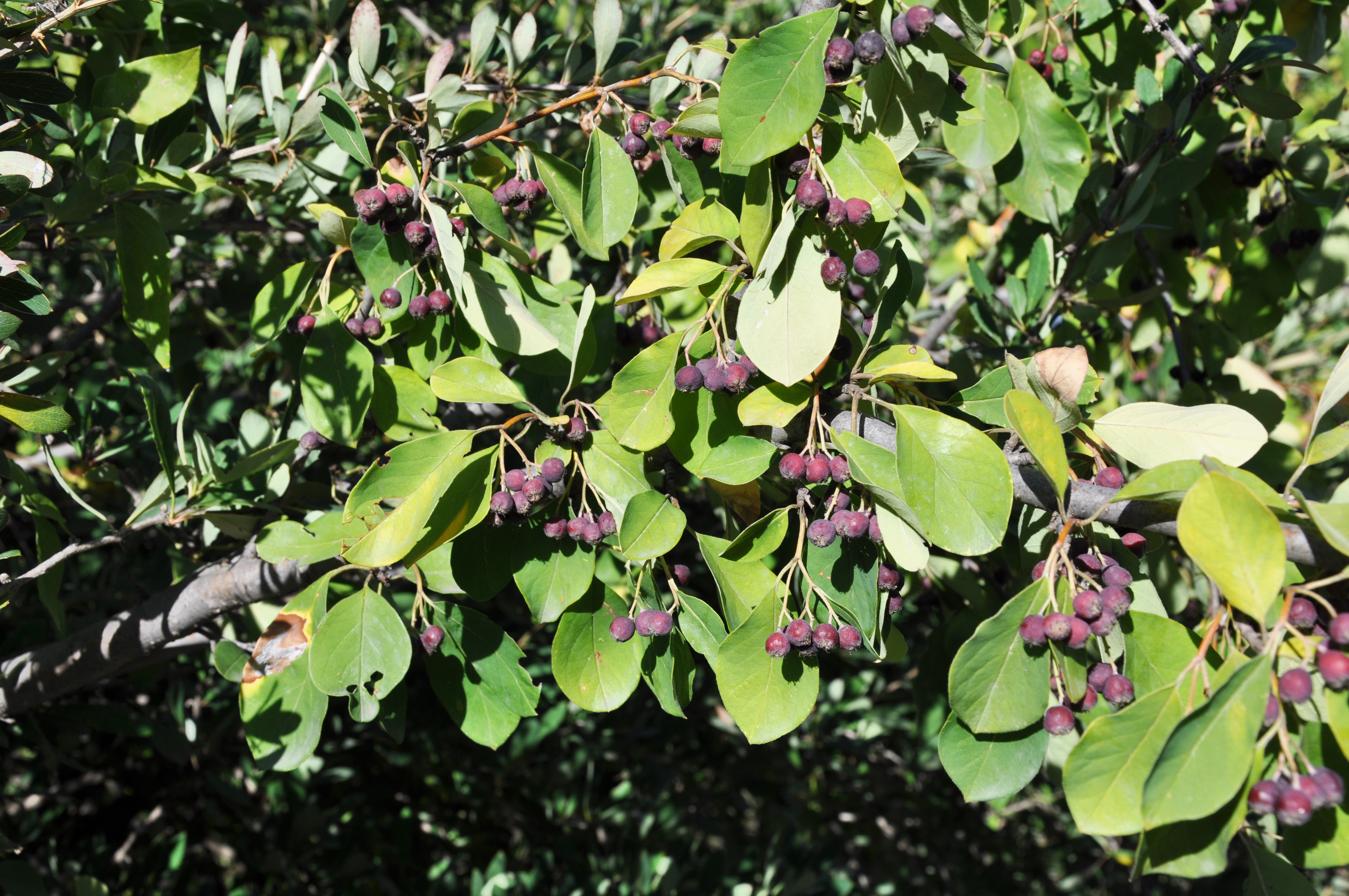